# Années 1970 en Iran
Chronologie des années 1970 en Iran.

## 1971
- 12-16 octobre : Célébration du 2 500e anniversaire de la fondation de l'Empire perse

## 1972
- 3-9 février : Blizzard de 1972 en Iran
- 10 avril : Séisme de 1972 à Qir (fa)

## 1975
- 6 mars : Les accords d'Alger sont signés entre l'Irak et l'Iran[1].

## 1978
- 11 février : Inauguration du musée du tapis à Téhéran[2].
- 19 août : Incendie du cinéma Rex d'Abadan.
- 8 septembre : Vendredi noir.
- 16 septembre : Séisme de 1978 à Tabas (fa).

## 1979
- 16 janvier : le dernier chah de l'Iran Mohammad Reza Pahlavi part en exil[3].
- 1er février : après plus de 14 années d'exil, Rouhollah Khomeini retourne en Iran[4].